# Posŏng
Posŏng (korejsky 보성군) je okres v provincii Jižní Čolla v Jižní Koreji. Posŏng je proslulý zeleným čajem, jenž je pěstován na 26,71 hektarech půdy. Je to také rodiště korejského aktivisty za nezávislost, Sŏ Čä-pchila.

## Historie
V období Samhan patřil Posŏng Mahanské konfederaci. Později se stal součástí dynastie Päkče a byl nazýván okresem Pohkol. Samotné jméno Posŏng bylo okresu přiděleno až za vlády Sjednocené Silly.

## Geografie
Rozsáhlou oblast tvoří hory, jako např. hora Mangil-bong, Čondže a Čeam. Středem okresu Posŏng protéká řeka Posŏng, na níž byla v roce 1990 postavena víceúčelová přehrada Čuan.

### Klima
Posŏng patří mezi nejdeštivější místa v Jižní Koreji. Je to oblast vyznačující se mírným klimatem, s roční průměrnou teplotou 12,6 °C. Průměrná teplota v lednu dosahuje −0,5 °C, zatímco v srpnu je to 27,8 °C. Průměrný roční úhrn srážek činí přibližně 1 450 mm.

## Správní oblast
Posŏng se skládá ze dvou měst, města Posŏng a města Pŏlgjo. V obou městech dochází k postupnému úbytku obyvatelstva.
- Město Posŏng je sídlem okresního úřadu a od otevření trati Kwangdžu v roce 1930 slouží jako významný dopravní uzel a distribuční centrum zemědělských produktů.[3] V jižní části města se nacházejí největší čajové plantáže v Jižní Koreji.
- Pŏlgjo je rovněž významným dopravním uzlem. Během japonské okupace zažilo výrazný rozkvět, v posledních letech však upadá. [3]

## Posŏngský zelený čaj
Posŏngský zelený čaj je specialitou okresu.
Okres Posŏng je považován za korejské hlavní město zeleného čaje. Zelený čaj se zde vyrábí již 1 600 let. Jedná se o oblast s největší produkcí čaje v Koreji, která tvoří 40 % celostátní produkce. Nachází se zde téměř třetina všech čajových plantáží v zemi.
Okolní klima a půda poskytují ideální podmínky pro pěstování zeleného čaje, který je jedinečný svou výraznou chutí a vůní.
Nejstarší historické zmínky o čaji v Koreji pocházejí z 7. století n. l., z dob vlády sillské královny Sŏndok. Historické dokumenty uvádějí, že o téměř dvě století později byla na úpatí hory Čirisan vysazena semínka zeleného čaje. Během dynastie Čoson ztrácel zelený čaj na oblibě kvůli svému úzkému spojení s buddhismem, ale i přesto byl konzumován určitou skupinou obyvatelstva, díky níž čajové plantáže na hoře Čirisan nadále prosperovaly. Zelený čaj se zde začal produkovat ve větším množství až od 30. let 20. století.

## Galerie

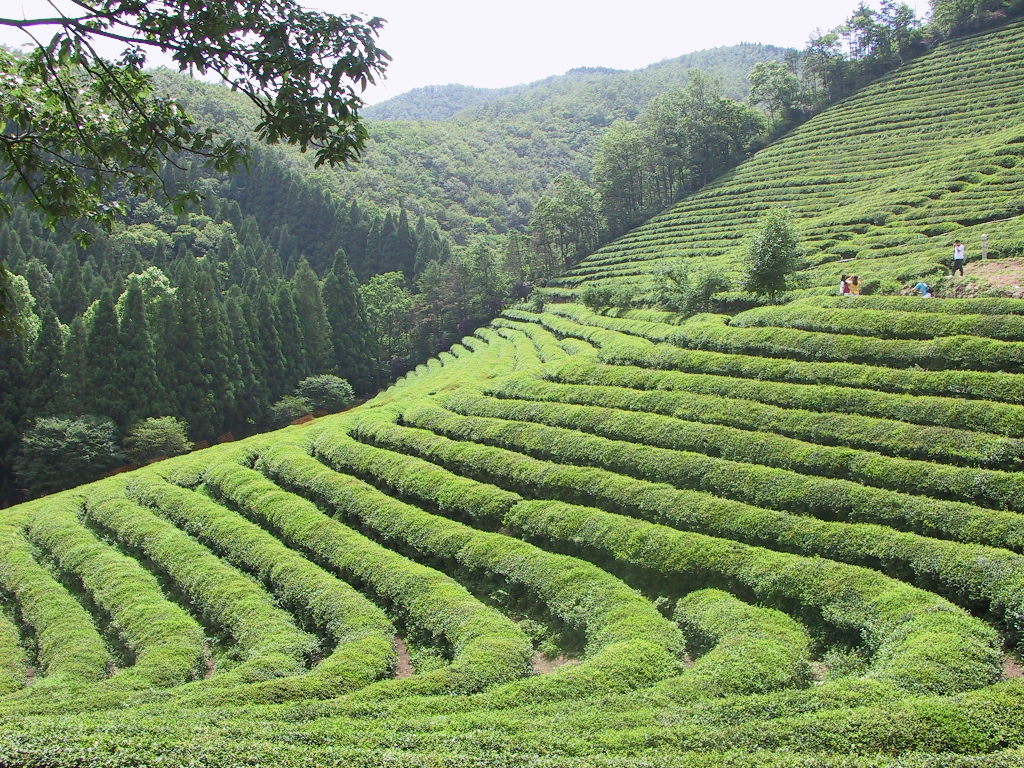
Čajové plantáže v Posŏngu
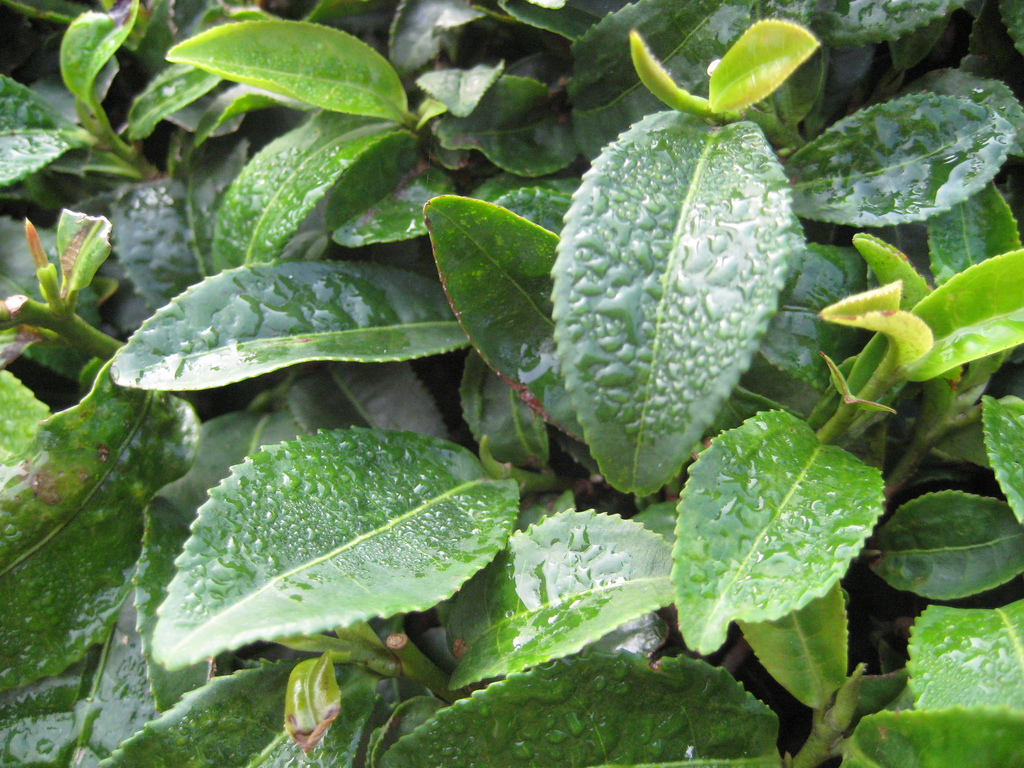
Čajové lístky
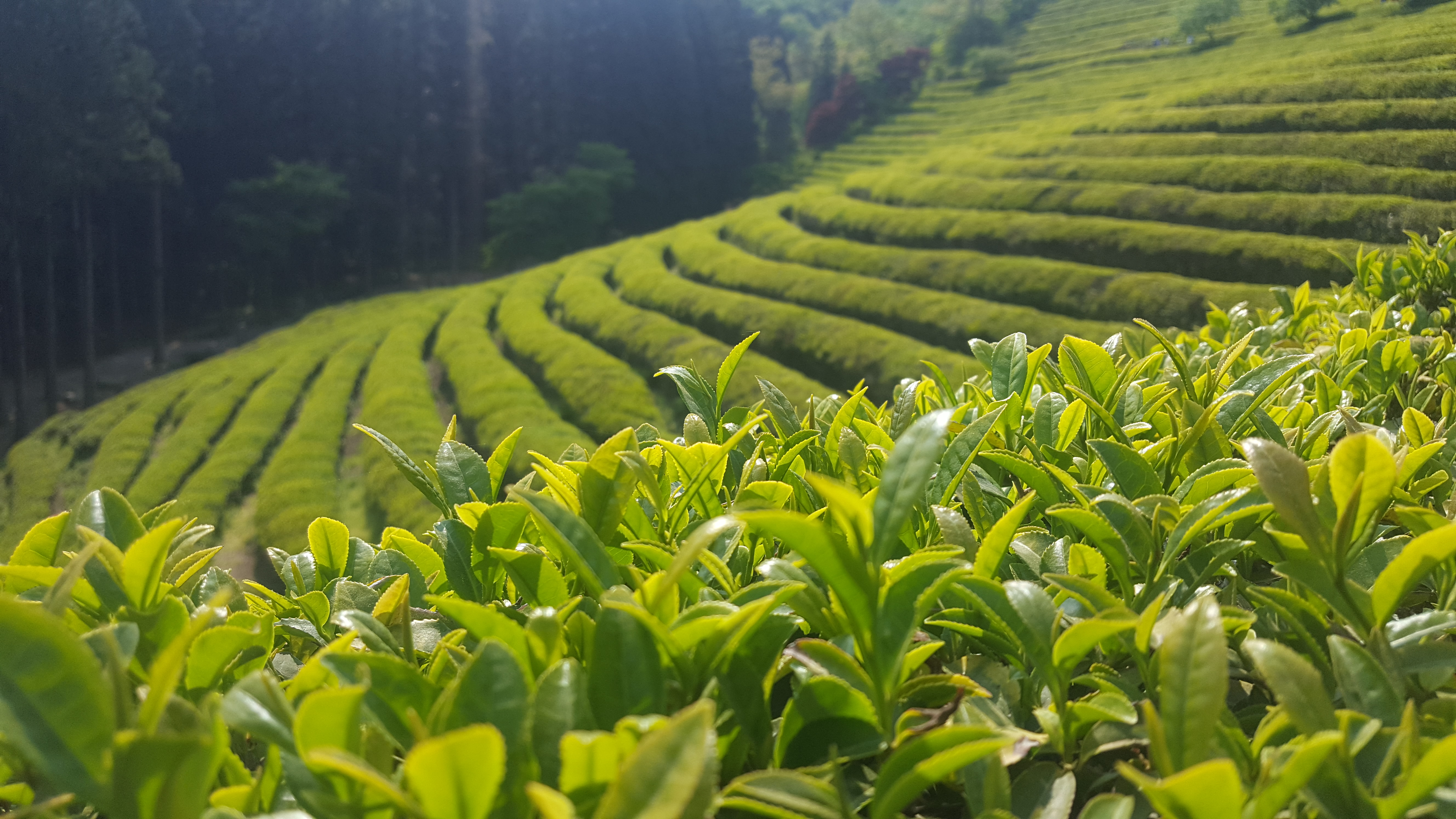
Čajové plantáže v Posŏngu